# خوتچا
خوتچا (به لهستانی:  Chotcza) یک روستا در لهستان است که در گمینا خوتچا واقع شده‌است. خوتچا ۱۷۰ نفر جمعیت دارد.